# Kellen Dunham
Kellen Dunham (Pendleton, 18 giugno 1993) è un cestista statunitense.